# Неохораки (дем Неа Пропонтида)
Вижте пояснителната страница за други значения на Неохораки.
Неохораки (на гръцки: Νεοχωράκι) е село в Егейска Македония, Гърция, в дем Неа Пропонтида, административна област Централна Македония. Според преброяването от 2001 година Неохораки има 26 жители. Селището е разположено на Халкидическия полуостров, на километър на запад от Лакома.